# Wilfried Behre

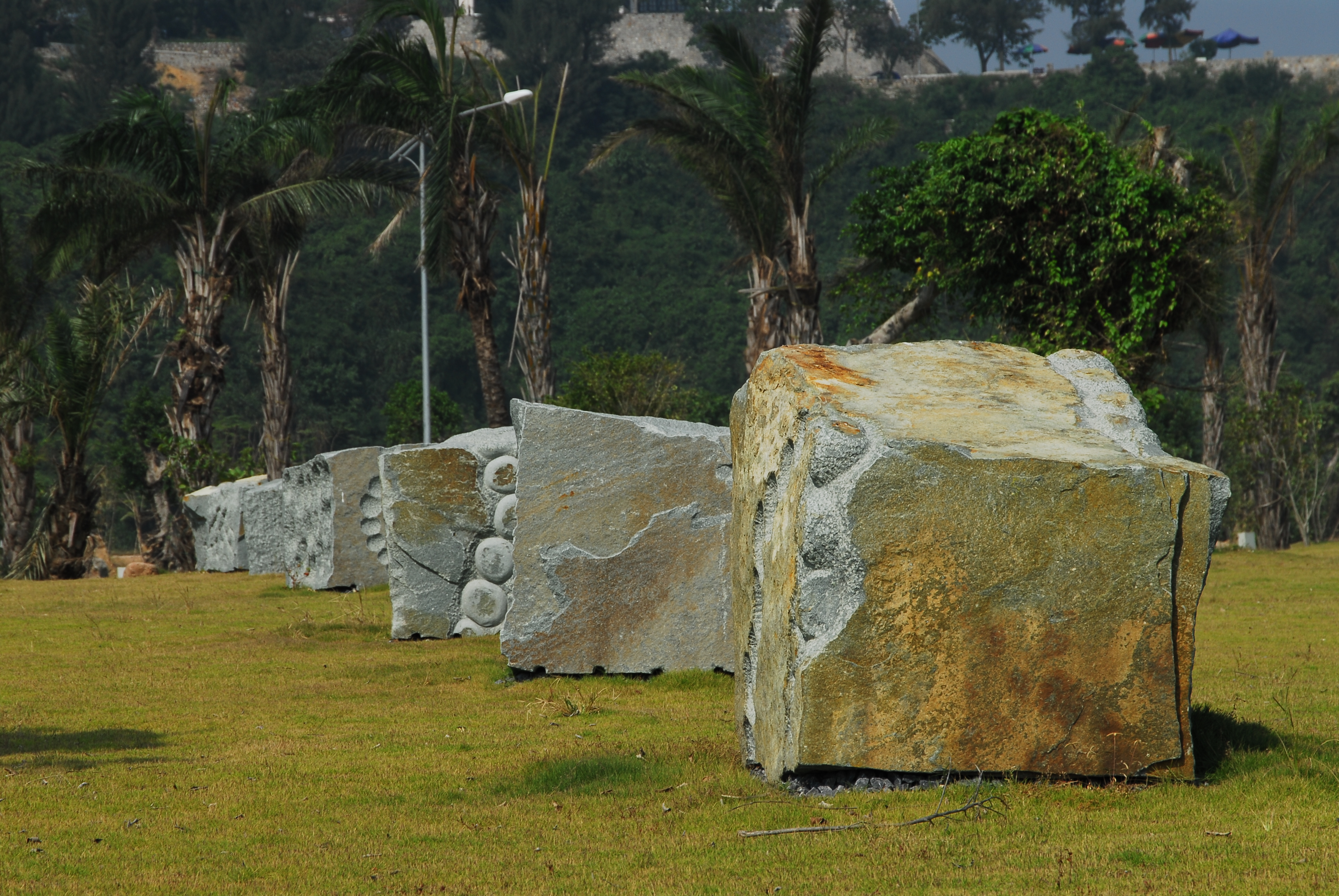
„Globales Steinband“, Vietnam, 2007

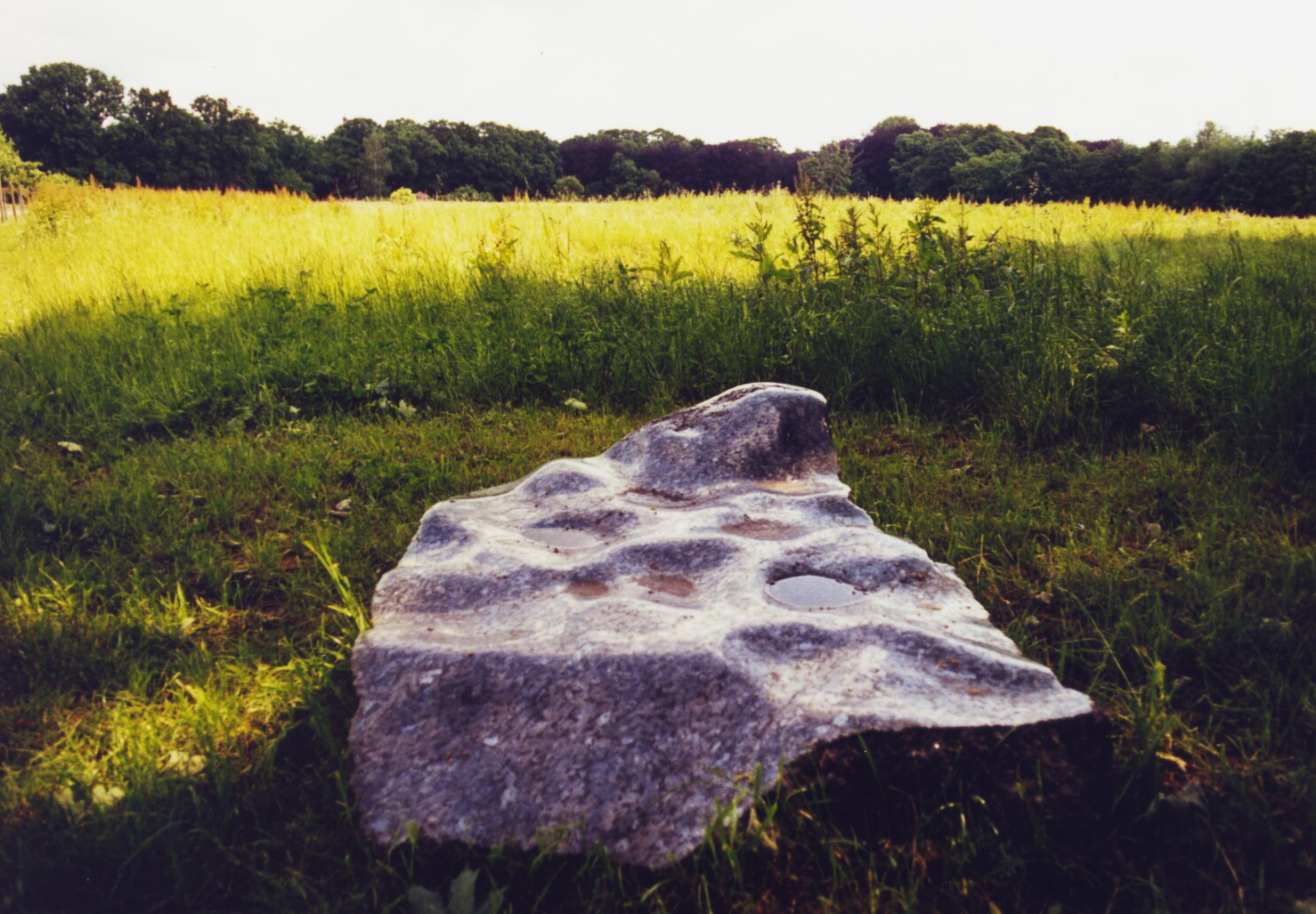
Meditation (1994), 99Standpunkte in Langenhagen, 2000

Wilfried Behre (* 1956 in Hannover) ist ein  freischaffender deutscher Bildhauer. 

## Leben
Nach einer Lehre als Schalltechniker besuchte Wilfried Behre das Gymnasium und erlangte die Hochschulreife. 1992 schloss er sein Studium der Bildenden Kunst mit dem Titel Meisterschüler bei Makoto Fujiwara an der Fachhochschule Hannover ab. 1994 ging Wilfried Behre als Professor an die internationale Sommerakademie nach Salzburg. 2009 hatte er eine Gastprofessur an der Academy of Art in China inne.

## Werke

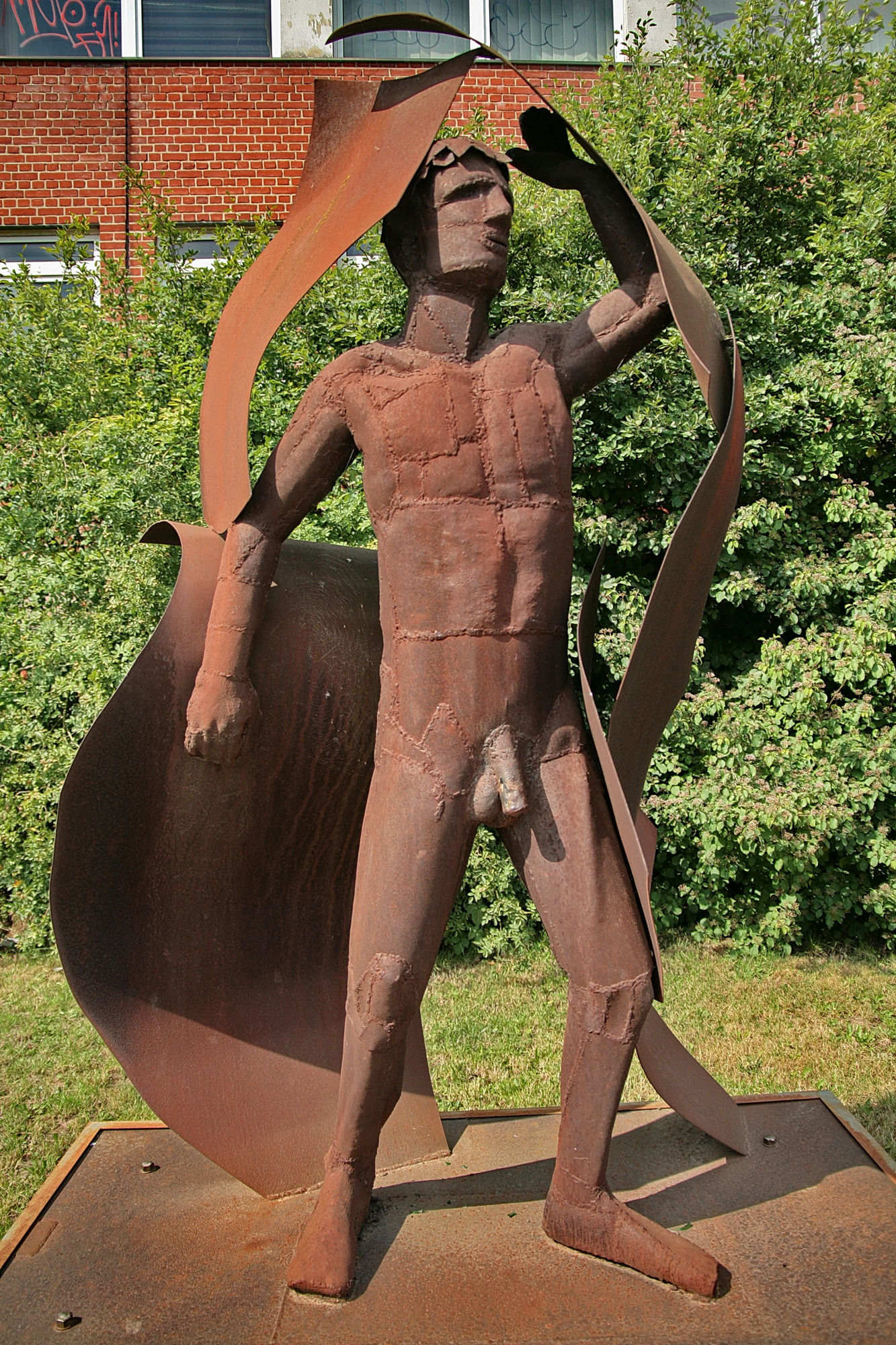
Skulptur Eisenmann in Hannover

- 1987 Skulptur „Eisenmann“, aufgestellt in Hannover-Limmer
- 1989 begann Wilfried Behre sein Projekt „Globales Steinband“ mit sieben roten Granitskulpturen an der Leine und am Maschsee in Hannover.
- 1991 eine Marmorskulptur für den Salzburger Hochthron (1853 m) und Skulpturen für den Toskanatrakt Salzburg in Gemeinschaftsarbeit.
- 1991 Gemeinschaftsarbeit: Gedenksteine für die Opfer des Golfkrieges und als bleibende Mahnung für ein friedliches Zusammenleben aller Völker. Opernplatz Hannover, öffentliche Übergabe März 1991 an Ministerpräsident Gerhard Schröder.
- 1992 Brunnenanlage im Foyer des Blindenverbandes in Hannover, Weiterführung „Globales Steinband“ und Arbeitsstipendium Bezirksregierung
- 1996/1997 Einzelausstellung im Kunstverein Gehrden.
- 1998 Einzelausstellung in der Marktkirche Hannover
- 1998/2000 Acht Granitskulpturen für den Neubau Informatik der Universität Hannover,
- 2000 Ausstellung 99Standpunkte in Langenhagen mit der Arbeit Meditation (1994)
- 2000/2001 Expo-Projekt „Stadt als Garten“, Zwölf Skulpturen für den 118 m Aussichtshügel Kronsberg Hannover
- 2001 Indien/Goa „Globales Steinband“ sieben Granitskulpturen mit internationaler Beteiligung
- 2003 Malaysia „Globales Steinband“ sieben Granitskulpturen direkt am Chinesischen Meer
- 2005 Zwei Granitskulpturen in Japan / Takehara
- 2006 Zwei Brunnenskulpturen aus Hohenfelser Basalt-Lava
- 2007 „Globales Steinband“ in Vietnam, Hai Phong, sieben Skulpturen mit grünem Granit
- weiteres Schaffen an Brunnenskulptur, Material: 14 t Norwaygranit
- 2008 Marmorskulptur in Lissabon und Marmorskulptur Hue/Vietnam
- 2008: Utopia – Gärten der Zukunft, Wintergärten IV in der Güntherstraße, Hannover
- 2009 Brunnenskulptur in China Nähe Shanghai und die Vollendung einer Brunnenskulptur am Atelierplatz in Hannover